# Vladimiro Rurikovič
Vladimiro Rurikovič (in russo Владимир Рюрикович?; in ucraino Володимир Рюрикович?), anche noto come Vladimiro IV di Kiev (1187 – Ovruč, 3 marzo 1239), fu principe di Perejaslav dal 1206 al 1210, di Smolensk dal 1212 al 1219, di Ovruč dal 1219 al 1223 e dal 1236 al 1239 e, infine, principe di Kiev dal 1223 al 1235 e dal 1235 al 1236. Era uno dei figli di Rurik Rostislavič.